# 成田俊彦
成田俊彦（なりた としひこ）は、元バスケットボール選手、現在は山口パッツファイブ（旧山口ペイトリオッツ）代表取締役社長である。

## 人物
秋田県能代市出身。
聖徳学園関東高等学校から京都産業大学を経て、マツダオート東京で選手としてプレーし、後に広報に転じる。
1996年にアンフィニ東京が廃部になると、クラブチーム「所沢ブロンコス」を設立。GMに就任する。
1999年に日本リーグ昇格を果たしたが、当時の日本リーグは実業団のみで市民球団（クラブチーム）は例がなかったため、選手登録窓口だった実業団連盟と揉めるが、結局連盟は折れる事になり市民球団を認めさせた。
2005年、新潟アルビレックスの河内敏光GM（当時）とともにJBLを脱退。bjリーグを発足した。
2020年3月7日、池田純のオーナー兼取締役就任に伴い代表を退いたと発表した。
同年、Bリーグ新規参入を目指す山口ペイトリオッツの代表に就任